# Puto profusus
Puto profusus är en insektsart som beskrevs av Mckenzie 1960. Puto profusus ingår i släktet Puto och familjen ullsköldlöss. Inga underarter finns listade i Catalogue of Life.